# Ramon Djamali
Ramon Djamali (Nueva Caledonia, 12 de junio de 1975) es un exfutbolista de Nueva Caledonia que jugaba en la posición de delantero centro.

## Carrera

### Club
| Periodo   | Club         | Apariciones | Goles |
| --------- | ------------ | ----------- | ----- |
| 2000-2002 | AS Vénus     | 16          | 14    |
| 2002-2007 | AS Manu-Ura  | 48          | 34    |
| 2007–2011 | AS Mont-Dore | 41          | 29    |

### Selección nacional
Jugó para Nueva Caledonia en 17 ocasiones de 2003 a 2008 y anotó seis goles; fue finalista de la Copa de las Naciones de la OFC 2008 y medalla de plata en los Juegos del Pacífico Sur de 2003.

## Logros
- Primera División de Tahití (2): 2000, 2004
- Superliga de Nueva Caledonia (2): 2010, 2011
- Copa de Tahití (2): 2003, 2005
- Copa de Nueva Caledonia (2): 2008, 2009
- Copa TOM (2): 2000, 2004